# De Facto (groupe de musique)
 (février 2020).
Si vous disposez d'ouvrages ou d'articles de référence ou si vous connaissez des sites web de qualité traitant du thème abordé ici, merci de compléter l'article en donnant les références utiles à sa vérifiabilité et en les liant à la section « Notes et références ».
Pour les articles homonymes, voir De facto.
Cet article concerne le groupe de musique. Pour l'établissement de gestion de La Défense, voir Defacto.

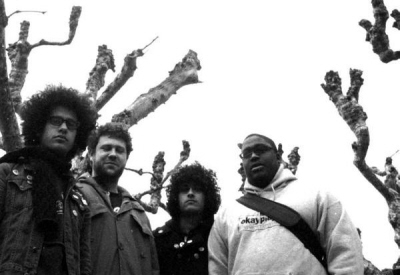
Le groupe en 2011

De Facto était un groupe de dub expérimental composé de deux ex-membres d'At the Drive-In, Cedric Bixler-Zavala et Omar Rodríguez-López, d'Isaiah Ikey Owens et de Jeremy Michael Ward. 

## Présentation
Le groupe d'origine était constitué d'Omar, Cedric et Jeremy, qui donnaient des concerts autour de leur ville, El Paso (Texas). Le groupe s'appelait alors The Sphinktators et contait Omar au chant, Cedric à la basse, Jeremy à la guitare et Ralph Jasso à la batterie. Après leur premier enregistrement, ils choisirent, par un brainstorming, le nom De Facto Cadre’ Dub, qu'ils écourtèrent plus tard à De Facto. Cet enregistrement devint How Do You Dub? You Fight For Dub, You Plug Dub In, qu'ils réalisèrent chez Headquarter Records, maintenant appelé Restart Records. Omar rencontra Ikey à un concert de hip-hop, ils échangèrent leurs numéros, et ainsi Ikey rejoint le groupe pendant un de ses concerts et devint leur claviriste.
Leur album suivant, Megaton Shotblast, fut réalisé sur le label Gold Standard Laboratories, et reçut un succès immédiat, probablement dû en partie à la popularité de At the Drive-In, alors groupe de Cedric et Omar. Le style général du groupe était le dub instrumental, mais il était également influencé par l'electronica, la salsa, et le jazz. Ces nouvelles idées ont conduit à ce qui allait devenir leur prochain groupe.
Quand les membres de At the Drive-In se séparèrent, De Facto devint The Mars Volta avec Eva Gardner à la basse et Jon Theodore à la batterie.
Une éventuelle reformation de De Facto est maintenant très peu probable, en raison de la mort de Jeremy Ward en juin 2003. Omar Rodriguez-Lopez est également très occupé avec The Mars Volta, mais aussi ses projets parallèles, aussi bien en solo qu'avec John Frusciante et Flea des Red Hot Chili Peppers.

## Membres
- Omar Rodríguez-López
- Cedric Bixler-Zavala
- Isaiah Ikey Owens
- Jeremy Michael Ward
- William McNamara

## Albums
1. Megaton Shotblast (2001) - LP
2. Légende du scorpion à quatre queues (2001) - LP
3. 456132015 (2001) - EP
4. How Do You Dub? You Fight For Dub, You Plug Dub In (1999/2001) - LP